# Overstehof
De Overstehof of Overste Hof is een oude hoeve bij Schaesberg in Park Gravenrode in de Nederlandse gemeente Landgraaf aan de Overstehofweg 14. De hoeve ligt in het Strijthagerbeekdal langs de Strijthagerbeek en ligt ten noorden van de Wilhelminaberg. Ten westen van de hoeve ligt Megaland. Op ongeveer 800 meter naar het zuiden bevindt zich de hoeve Winselerhof en op ongeveer 800 meter naar het noordoosten bevindt zich Kasteel Strijthagen met daarnaast Mondo Verde. Tussen de hoeve en Kasteel Strijthagen zijn er visvijvers aangelegd.

## Geschiedenis
In 1449 werd de Overstehof beleend aan Johan Kappe, maar het is niet precies duidelijk wat er toen met overste hof en onderste hof werden aangeduid. Mogelijk bestond de Overstehof toen uit twee delen of werd er de Overstehof en Kasteel Strijthagen met de twee benamingen aangeduid aangeduid. 
In 1749 werd de nog bestaande hoeve gebouwd.
In 1967 werd de hoeve ingeschreven in het rijksmonumentenregister.

## Bouwwerk
De Overstehof is een vierkantshoeve waarvan de verschillende bouwdelen zijn opgetrokken rond een rechthoekige binnenplaats. Het woonhuis is opgetrokken in baksteen en is voorzien van speklagen van mergel.